# Malaxis rzedowskiana
Malaxis rzedowskiana är en orkidéart som beskrevs av Roberto González Tamayo. Malaxis rzedowskiana ingår i släktet knottblomstersläktet, och familjen orkidéer. Inga underarter finns listade i Catalogue of Life.